# Ferran Puig i Gibert
Ferran Puig i Gibert   (Girona, 15 de maig de 1815 - Barcelona, 2 de gener de 1901) fou un industrial i polític català.

## Biografia
Orfe de pare des de la infantesa, va començar a treballar en un comerç de teles de Barcelona i als 17 anys ja regentava la seva pròpia botiga de vetes i fils. Es va casar dues vegades la primera dona Dolors Cerdà i Llobet (1877) i la segona Concepció Mauri i Vidal, mare de Ferran Puig i Mauri, a qui li va donar el cognom.

### Empresari tèxtil
El seu salt a l'activitat industrial es va iniciar el 1838, amb Jaume Portabella com a soci. Tots dos van instal·lar-se a Sant Andreu de Palomar en una fàbrica dedicada al filat i torçat de lli, amb la raó social Ferran Puig, Portabella i Cia, coneguda popularment com el Vapor del Fil. Aquesta fou la primera fàbrica de troques i cabdells de fil de cotó d'Espanya. Posteriorment, el negoci va continuar en mans d'un dels seus clients, el també industrial Camil Fabra i Fontanills, que es va casar amb una filla del seu primer matrimoni, Dolors Puig i Cerdà. L'any 1866, sogre i gendre van crear la societat Puig i Fabra, i van comprar una fàbrica de cintes de cotó a Salt.
La retirada progressiva de Puig dels negocis en favor de Camil Fabra es va concretar el 1882, quan el seu gendre va constituir la societat Camilo Fabra y Compañía, Sucesores de Fernando Puig. Després de la mort de Ferran Puig i Camil Fabra l'empresa passa a ser dirigida pels fills d'aquest darrer, els germans Ferran i Romà Fabra i Puig. L'any 1903 es fusiona amb la casa escocesa J&P Coats i en sortí l'empresa Compañía Anónima de Hilaturas Fabra y Coats, que monopolitzaria el sector en l'àmbit estatal.

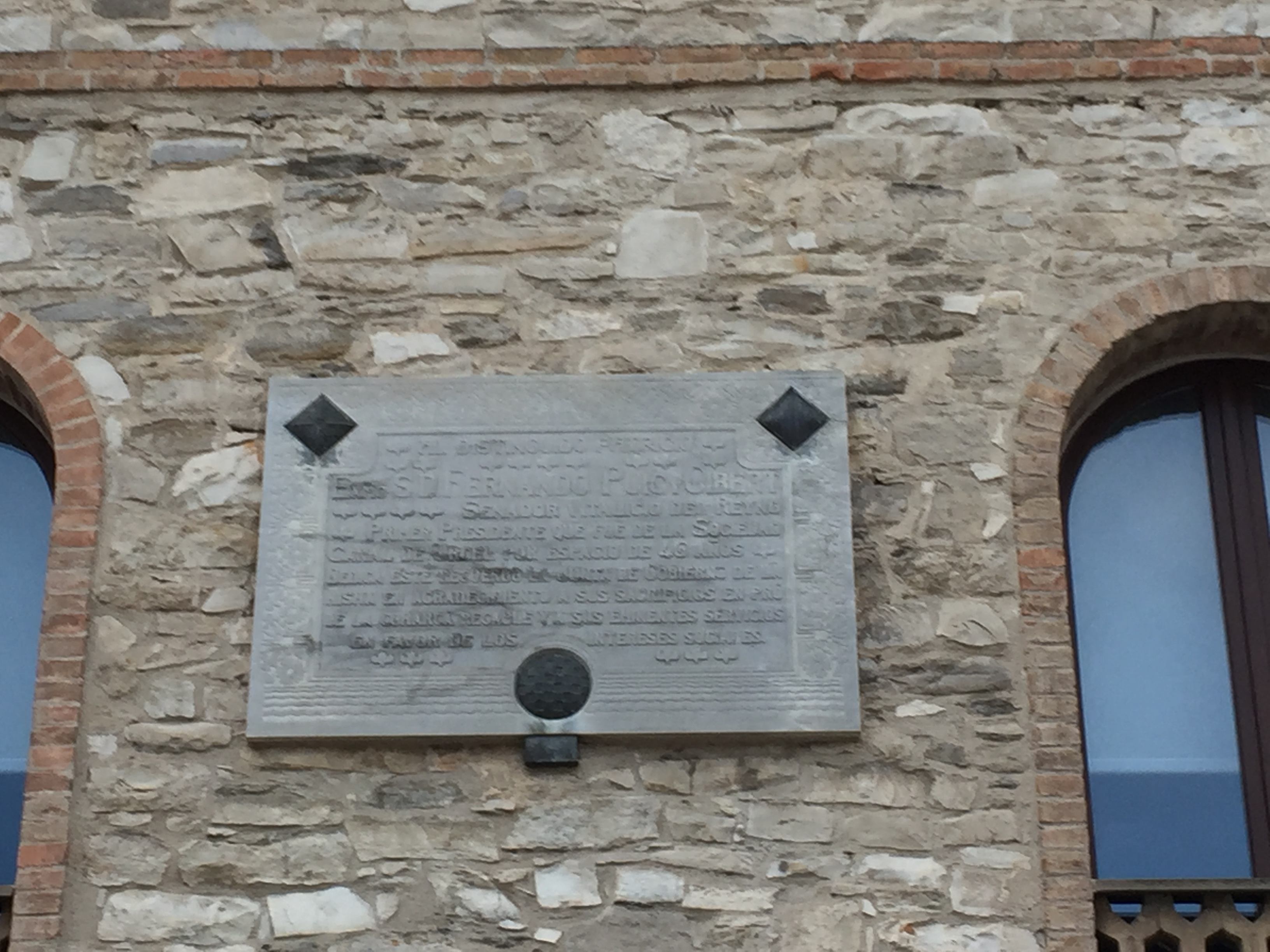
Placa a la façana de la Casa Canal de Mollerussa: Al distinguido patrício Exmo. Sr. D. Fernando Puig y Gibert. Senador vitalicio del Reyno. Primer presidente que fué de la Sociedad Canal de Urgel por espacio de 46 años. Sirva este recuerdo de la Junta de Gobierno de la misma en agadecimiento de sus sacrificios en pro de la comarca regable y a sus eminentes servicios en favor de los intereses sociales

### Empresari agrícola
Fou un dels dotze propietaris als quals la Societat Girona Clavé y Cia., concessionària per a la construcció i explotació del Canal d'Urgell incorporà com a nous socis en l'escriptura de conveni de 5 de març de 1853, i que constituïren la Sociedad Canal de Urgel per Real Ordre de 28 de desembre de 1853, ocupant des d'aleshores el càrrec de President de la seva Junta de Govern i durant 46 anys, fins a la seva mort el gener de 1901.
El 1877 adquireix una part de l'antic terme rural de Bellestar al terme municipal de Penelles, Noguera, amb el propòsit de convertir aquestes terres en una granja model i d'experimentació de nous cultius de regadiu, precursora de l'actual Granja Sant Vicenç Ferrer, com a exemple d'aprofitament racional de les aigües del Canal d'Urgell. També va comprar 500 hectàrees de terreny al Prat de Llobregat, vora el riu, d'on extreu aigua mitjançant una gran màquina de vapor. Dedicant-les a la producció d'arròs i farratges.

### Vida política
Fou regidor de l'Ajuntament de Barcelona el 1855, president de la Companyia del Ferrocarril de Barcelona a Sarrià (1863) i fundador de diverses societats i empreses, com la Junta d'Obres del Port de Barcelona.
Senador per Girona de 1872 a 1876, per Barcelona entre el 1876 i el 1881, altra cop per Girona entre 1881 i 1893 any en què fou anomenat senador vitalici.
Va pagar de la seva pròpia butxaca el monument de la plaça de la Independència de Girona, titulat Los Defensores de Gerona, obra de l'escultor Antoni Parera i Saurina, amb la inscripció A los defensores de Gerona en 1808 y 1809 /A la immortal Gerona de su hijo Fernando Puig y Gibert, 1894.

## Obres
Publicà obres de temàtica econòmica com El contrabando por Gibraltar (1890), El impuesto de consumos (1891) i ¿Continuará Alemania explotando a España por medio de tratados? (1892).